# Вайхард фон Залм-Нойбург
Вайхард фон Залм-Нойбург (на немски: Weikhard/Weichard Graf von Salm zu Neuburg; * 16 септември 1575; † 1617) е граф на Залм (Люксембург) и Нойбург (1595 – 1617). Резиденцията му е дворец Нойбург ам Ин при Пасау в Долна Бавария.

## Произход
Той е син на граф Юлиус I фон Залм-Нойбург (1531 – 1595) и втората му съпруга фрайин Анна Мария фон Дитрихщайн (1557 – 1586), дъщеря на фрайхер Георг фон Дитрихщайн (1526 – 1593) и Анна фон Щархемберг (1537 – 1597). Майка му е внучка на Зигмунд фон Дитрихщайн (1484 – 1533) и Барбара фон Ротал, фрайин фон Талберг (1500 – 1550), извънбрачна дъщеря на император Максимилиан I фон Хабсбург (1459 – 1519) и Маргарета фон Рапах († 1522) и (нелегитимна) братовчедка на императорите Карл V и Фердинанд I.

## Фамилия
Вайхард фон Залм-Нойбург се жени за Сидония фон Мюнхвитц (1579; † 1638), дъщеря на Георг фон Минквитц и Сигуна фон Раупов. Те имат седем деца:
- Анна Мария фон Залм-Нойбург (* 24 октомври 1598; † 15 октомври 1647), омъжена I. на 31 януари 1616 г. за фрайхер Ладислав 'младши' Попел з Лобковиц (* 15 октомври 1566; † 20 март 1621, Бърно), II. на 21 февруари 1623 г. за граф Хайнрих Шлик фон Пасаун-Вайскирхен († 1650)
- Елизабет фон Залм-Нойбург (* 14 ноември 1599; † 10 ноември 1666), омъжена ок. 1625 г. за фрайхер Ханс Дислав фон Хойсенщайн († 1635)
- Юлиус II фон Залм-Нойбург (* 1600; † май 1654), женен I. за графиня Юлиана фон Колалто (1625 – 1647), II. за Мария Салома фон Виндиш-Гретц фрайин фон Валдщайн-Тал († 28 май 1665)
- Карл фон Залм-Нойбург (* 1604; † 1662/1664), граф на Залм (Люксембург) и Нойбург (1617 – 1654), женен на 26 ноември 1637 г. за графиня Елизабет Бернхардина фон Тюбинген, фрайфрау фон Лихтенек (* 11 октомври 1624; † 4 ноември 1666)
- Ладислаус фон Залм-Нойбург (* 1607; † 1628)
- Максимилиана фон Залм-Нойбург (* 1608; † 8 декември 1663), омъжена I. 1636 г. за граф Кристоф Паул фон Лихтенщайн-Кастелкорн († 1648), II. за граф Максимилиан фон Валдщайн-Вартенберг (* 1600; † 18 февруари 1655, Прага), III. на 28 май 1657 г. в Прага за маркграф Кристиан Вилхелм фон Бранденбург (* 28 август 1587; † 1 януари 1665)
- Юдит фон Залм-Нойбург (* 1609; † сл. 1643), монахиня във Виена